# Krynki (obwód grodzieński)
Krynki (biał. Крынкі, Krynki; ros. Крынки, Krynki) – wieś na Białorusi, w obwodzie grodzieńskim, w rejonie korelickim, w sielsowiecie Turzec, nad Serweczem.

## Historia
W XIX i w początkach XX w. wieś, dwa folwarki i zaścianek położone w Rosji, w guberni mińskiej, w powiecie nowogródzkim, w gminie Żuchowicze. 
W dwudziestoleciu międzywojennym wieś i folwark leżące w Polsce, w województwie nowogródzkim, w powiecie stołpeckim, w gminie Żuchowicze. W 1921 wieś liczyła 152 mieszkańców, zamieszkałych w 25 budynkach, wyłącznie Białorusinów wyznania prawosławnego. Folwark liczył zaś 1 mieszkańca - Polkę wyznania rzymskokatolickiego.
Po II wojnie światowej w granicach Związku Sowieckiego. Od 1991 w niepodległej Białorusi.

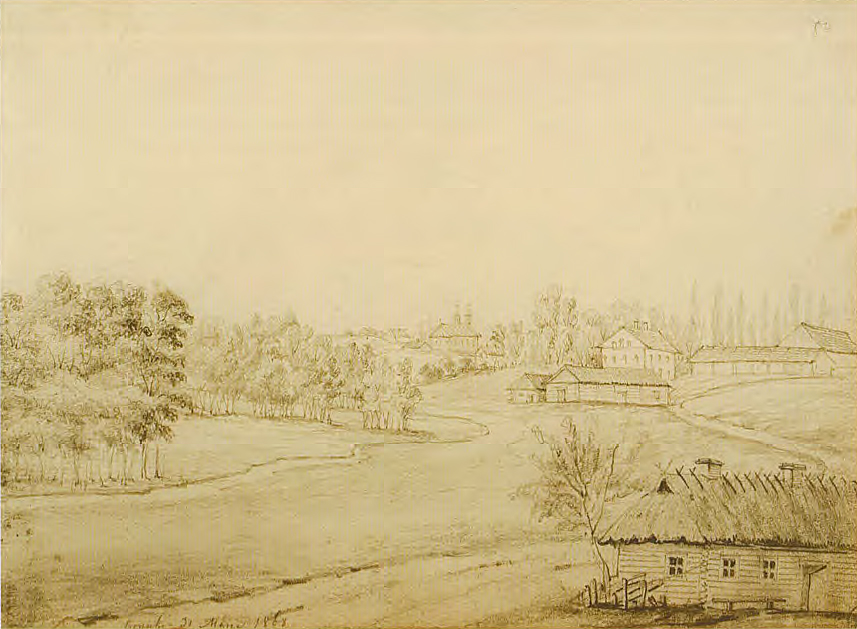
Krynki na rycinie Napoleona Ordy